# Palmer (Nebraska)
Palmer – wieś w Stanach Zjednoczonych, w stanie Nebraska, w hrabstwie Merrick.